# 内的集合
数理論理学、特にモデル理論および超準解析における内的集合（ないてきしゅうごう、英: internal set）は、何らかの（集合論的）モデルの要素となる集合を言う。
内的集合の概念は、（実数全体の成す集合 ℝ の性質と超実数と呼ばれるより大きな体 *ℝ の持つ性質との間の論理的な関係を取りなす）移行原理を定式化する際の道具となる。超実体 *ℝ は、特に無限小数を含み、無限小を用いた議論を数学的に厳密に正当化することができる。厳密さをさておけば、移行原理とは「数理論理学的に適当な言語で言い表された ℝ 上の解析学は、同様に *ℝ に対しても適用できる」ことを指摘するものである。集合論的なレベルで言えば、そのような言語に関する命題が（任意の集合ではなく）内的集合に対してのみ解釈されるということが、その適用を可能とする理由である（ここでは「言語」という用語をややいい加減な意味で用いていることを断っておく）。
エドワード・ネルソンの内的集合論 (IST) は超準解析に対する公理的アプローチである（構成的超準解析におけるパルムグレン(Palmgren) のアプローチも参照のこと）。超準解析に関する従来の無限大量も内的集合の概念を用いる。

## 超冪構成における内的集合
実数列 ⟨un⟩ の同値類として超実数を定める超冪構成に関連して、*ℝ の内的部分集合 [An] は実数からなる部分集合列 ⟨An⟩ によって定義される。ここに、超実数 [un] が集合 [An] (⊂ *ℝ) に属するには、un ∈ An を満たす添字 n 全体の成す集合が *ℝ の構成において用いた超フィルターに含まれることが必要十分である。
より一般に、内的量 (internal entity) とは実数に関する量の自然延長の元となるものを言う。ゆえに
- *ℝ の任意の元は内的である
- *ℝ の部分集合が内的であるための必要十分条件は ℝ の冪集合 𝒫(ℝ) の自然延長 *𝒫(ℝ) の要素であることである

などが言える。

## 実数体の内的部分集合
ℝ の任意の内的部分集合は「有限」でなければならない。換言すれば、超実数体の任意の内的無限部分集合は超準的な元を含まなければならない。その簡単な帰結として、次の集合は外的である：
- 標準自然数 {\displaystyle \mathbb {N} }
- 超準自然数 {\displaystyle {}^{\ast }\mathbb {N} \setminus \mathbb {N} }
- 標準実数 {\displaystyle \mathbb {R} }
- 超準実数 {\displaystyle {}^{\ast }\mathbb {R} \setminus \mathbb {R} }
- 無限大超実数 {\displaystyle G(\mathbb {R} ):=\{x\in {}^{\ast }\mathbb {R} \mid \forall n\in \mathbb {Z} _{+}\ n\leq |x|\}}
- 無限小超実数 {\displaystyle \mu (\mathbb {R} ):=\{x\in {}^{\ast }\mathbb {R} \mid \forall n\in \mathbb {Z} _{+}\ |x|\leq 1/n\}}

## Fehreleの原理
任意のモナディック集合 {\displaystyle M} とギャラクティック集合 {\displaystyle G\subseteq M} に対し、内的集合 {\displaystyle I} が存在して {\displaystyle G\subseteq I\subseteq M} が成り立つ。したがってとくにモナディックかつギャラクティックな集合は内的である。この事実は「Fehreleの原理」として知られている。